# Stefan Skoumal
Stefan Skoumal, né le 29 novembre 1909 et mort le 28 novembre 1983, est un footballeur autrichien et allemand des années 1930 et 1940.

## Biographie
En tant qu'attaquant, Stefan Skoumal fut international autrichien à quatre reprises (1934-1935) pour un but inscrit et international allemand à trois reprises (1938 et 1940) pour aucun but inscrit. Avec l'Allemagne, il participa à la Coupe du monde de football de 1938, ne jouant qu'un seul match sur les deux (le match rejoué contre la Suisse, en tant que titulaire). L'Allemagne fut éliminée au premier tour.
Il commença sa carrière dans le club de l'ASV Hertha Vienne, en première division autrichienne, puis en 1930, il signa pendant treize saisons au Rapid Vienne. Il remporta quatre fois le championnat autrichien, une coupe et un championnat allemand (à la suite de l'Anschluss).

## Clubs
- 1929-1930 :  ASV Hertha Vienne
- 1930-1943 : / Rapid Vienne

## Palmarès
- Championnat d'Allemagne de football
  - Champion en 1941
- Coupe d'Allemagne de football
  - Vainqueur en 1938
- Coupe d'Autriche de football
  - Finaliste en 1934
- Championnat d'Autriche de football
  - Champion en 1935, en 1938, en 1940 et en 1941
  - Vice-champion en 1933 et en 1934